# Donato Cartagena
Donato Cartagena (ur. 26 lutego 1951 w Tamboril) – dominikański bokser, uczestnik Letnich Igrzysk Olimpijskich 1968 w kategorii wagowej lekkopółśredniej. Odpadł w drugiej rundzie zawodów po jedynym stoczonym i zarazem przegranym pojedynku z późniejszym brązowym medalistą Jamesem Wallingtonem.